# Goffstown
Goffstown ist eine Town im östlichen Teil des Hillsborough County in New Hampshire, USA und liegt westlich von Manchester. Beim United States Census 2020 hatte Goffstown 18.577 Einwohner. In der Town liegen die Siedlungen Grasmere und Pinardville.
Goffstown ist Sitz der katholischen Privatuniversität Saint Anselm College sowie der Benediktinerabtei Saint Anselm Abbey und zudem des New Hampshire State Prison für Frauen.

## Persönlichkeiten
Der Unternehmer und Politiker Mark Warden lebt in der Stadt. Von 1802 bis 1811 war der spätere US-Senator David L. Morril Pfarrer in Goffstown. Zum Abt der Benediktinerabtei St. Anselm wurde 2024 Isaac Murphy OSB gewählt, der der erste Nichtpriester einer Benediktinerabtei der Neuzeit ist, der zum Abt gewählt wurde.